# Lily Brick
Mireia Serra i Bernadó, bolj znana pod umetniškim imenom Lily Brick, katalonska slikarka fresk, * 1990, Lleida.
Zgleduje se po delih Alfonsa Muche in Tamare de Lempicke. Po študiju grafičnega oblikovanja in nekaj preživelega časa v Valenciji in Bruslju, si je leta 2014 nadela svoj psevdonim v čast ruske umetnice Lilje Brick. Nato se je  začela profesionalno posvečati ulični umetnosti. 

## Stil in umetniška pot
Lily Brick ustvarja freske v velikem formatu s pomočjo sprejev. Njeno delo najdemo predvsem na podeželju in je v slogu podobnem vizualni poeziji. Umetnica slika "velikanske" rdečelase ženske, za katere je značilna moč in toplina pogleda, kot je na primer Pippi Långstrump. Delo Juliette, poslikano v samotni steni sredi narave pri kraju Lo Clot de la Unilla, je postalo mednarodno prepoznavno.
Leta 2017 je poslikala fresko v prestižnem hotelu 128 Street Art City v mestu Lurcy-Lévis, naslednje leto pa je bila izbrana za program Graffiti without Gravity: Street Art in Space Evropske vesoljske agencije.  Njeno ustvarjanje se je plodovito nadaljevalo in leta 2020 je risala za Tehnološki in znanstveni kampus od Indian Institute of Technology Bombay v okviru Techfesta, največjega tehnološkega sejma v Aziji.
 

Leta 2021 je  narisala zgodbo v obliki stripa o vseh generacijah vinarske družine Tarroné na zunanji steni njihove kleti na vasi Batea.
- La dama de les flors
- Magda a Alcoletge
- Mamapop
- Gargar Festival 2016